# 무서운 영화 2
무서운 영화 2(Scary Movie 2)는 2001년 개봉한 미국의 코미디 공포 영화이자 무서운 영화 시리즈의 2편이다.

## 배역
- 숀 웨이언스 - 레이 윌킨스
- 말런 웨이언스 - 쇼티 믹스
- 애나 패리스 - 신디 캠벨
- 레지나 홀 - 브렌다 믹스
- 크리스토퍼 마스터슨 - 버디
- 캐슬린 로버트슨 - 테오
- 데이비드 크로스 - 드라이트 하트먼

## KBS 성우진 (2005년 3월 20일)
- 주유랑 - 신디(안나 페리스)
- 위훈 - 레이(숀 웨이언스)
- 오인성 - 쇼티(말런 웨이언스)
- 김옥경 - 브렌다(레지나 홀)
- 유동균 - 버디(크리스토퍼 마스터슨)
- 김정호 - 핸슨(크리스 엘리엇)
- 송덕희 - 테오(캐슬린 로버트슨)
- 김영진 - 드와이트(데이비드 크로스)
- 오세홍 - 교수(팀 커리)
- 김세한 - 맥필리(제임스 우즈)
- 이장원 - 해리스(앤디 릭터)
- 민지 - 알렉스(토리 스펠링)
- 박정민 - 토미(제임스 드벨로)
- 유지영 - 앵무새
- 변영희 - 남자귀신